# Аистник татарский
А́истник тата́рский (лат. Eródium tatáricum) — многолетнее травянистое растение; вид рода Аистник семейства Гераниевые (Geraniaceae). Эндемик России с узким ареалом, редкий вид, внесённый в Красную книгу России.

## Ботаническое описание

### Морфология
Бесстебельное (розеточное) растение высотой до 10 см. Шейка корня покрыта остатками отмерших листьев. Надземная часть покрыта прижатым пушком с примесью очень мелких железистых волосков (особенно на цветоножках и чашелистиках).
Все листья прикорневые, продолговато-ланцетные в очертании, дважды перисто-рассечённые на линейные дольки, не низбегающие на стержень.
Цветоносы также прикорневые, высотой 5—10 см, с 2—6 обоеполыми цветками. Чашелистики длиной 6—7 мм (при плодах удлиняются до 9 мм), с коротким остроконечием. Лепестки обратнояйцевидные, фиолетово-пурпурные, два из них более крупные — 14 мм длиной, остальные длиной около 8 мм. Период цветения растянутый: с середины мая до конца августа.
Плод — коробочка с нераскрывающимися створками длиной 7 мм с ямкой на верхушке, лишённой окружающей её складки. Носик неперистый, неопадающий, длиной 3—4 см.

### Распространение
Аистник татарский встречается только в Российской Федерации на территории Республики Хакасия, в основном в междуречье рек Белый Июс и Сон. Растёт в лесостепном и степном поясах на каменистых и щебнистых склонах. Приблизительная общая численность растений этого вида составляет 1—5 тысяч экземпляров.
Немецкий ботаник Карл Людвиг Вильденов, который описал этот вид в 1800 году в первой части третьего тома четвёртого издания Species plantarum, писал о более широком ареале: Habitat in Tataria et Sibiria ulteriore («Обитает в Татарии и в дальней Сибири»).